# Янушевич, Анна Яковлевна
Анна Яковлевна Янушевич (укр. Ганна Яківна Янушевич; 14 [27] декабря 1907, Гайворон, Подольская губерния — 25 декабря 1983, Черновцы) — советская украинская актриса. Заслуженная артистка УССР (1946). Народная артистка УССР (1965).
Выпускница Музыкально-драматического института им. Лысенко в Киеве (1928).
С 1927 года на сцене Киевского театра им. И. Франко, далее в театрах Харькова — им. Революции (1931—1936) и им. Ленинского Комсомола (1936—1940).
В 1940 году переехала в Черновцы, и там работала в Черновицком украинском музыкально-драматическом театре им. О. Кобылянской до конца жизни.
За годы работы в Черновицком драмтеатре актриса создала более 200 высокохудожественных образов тогдашнего советского и классического репертуара. Главные театральные роли: Варка, Маруся («Несчастная», «Житейськее море» Карпенко-Карого), Шкандибиха («Лымеривна» Панаса Мирного), Оманиха («Днестровские кручи» Федьковича), Мавра («В воскресенье рано зелье копала» Кобылянской), Анна Фирлинг («Мамаша Кураж…» Брехта).
Единственной её киноработой является главная роль в фильме-спектакле «Волчица» 1967 года — роль, которую на сцене она исполнила более 300 раз за 15 лет, и которая считается вершиной её мастерства и выдающимся явлением на украинской сцене.
Похоронена на старом кладбище — Черновицком историко-мемориальном заповеднике по ул. Зелёной.
Была замужем за актёром Петром Михневичем.
В Черновцах на доме № 13 по ул. Тараса Шевченко, где она жила с 1963 по 1983 год, установлена мемориальная доска.

## Награды
- Заслуженная артистка УССР (1946)
- Народная артистка УССР (1965)
- орден Трудового Красного Знамени (24.11.1960)
- орден «Знак Почета» (1955)
- медали